# It Pays to Advertise (film, 1919)

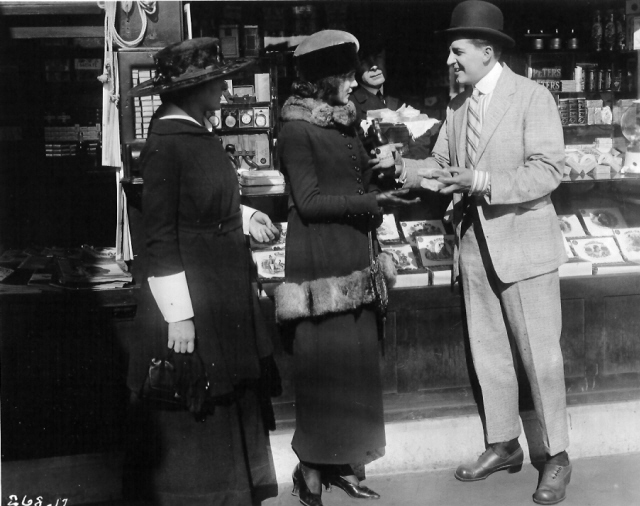
Une scène du film avec Lois Wilson (au centre) et Bryant Washburn.

Pour l’article homonyme, voir It Pays to Advertise.
It Pays to Advertise est un film américain réalisé par Donald Crisp, sorti en 1919.

## Synopsis
Le riche Cyrus Martin, connu comme le « roi du savon », ne parvient pas à convaincre son fils Rodney, dilettante, de travailler, il fait appel à sa jolie sténographe, Mary Grayson, pour attirer Rodney afin qu'il soit obligé de travailler pour pouvoir la courtiser. Mais lorsque Mary et Rodney tombent amoureux et décident de se marier, Cyrus déshérite Rodney. Avec Mary et Ambrose Peale, un agent de théâtre, Rodney ouvre une entreprise et commence à faire de la publicité sans avoir de produit à vendre. Il acheté le savon de son père et l'emballe avec succès sous sa propre marque. Cyrus essaie de racheter l'entreprise pour 50 000 $, mais il annule l'accord lorsqu'il découvre que le savon provient de ses propres usines.

## Fiche technique
- Réalisation : Donald Crisp
- Scénario : Elmer Blaney Harris
- Producteur : Jesse L. Lasky
- Photographie : Charles Edgar Schoenbaum
- Genre:  Comédie[1]
- Production : Famous Players-Lasky Corporation
- Distributeur : Paramount Pictures[2]
- Durée : 50 minutes
- Date de sortie : 
  - États-Unis : 23 novembre 1919
  - France : 10 novembre 1922

## Distribution

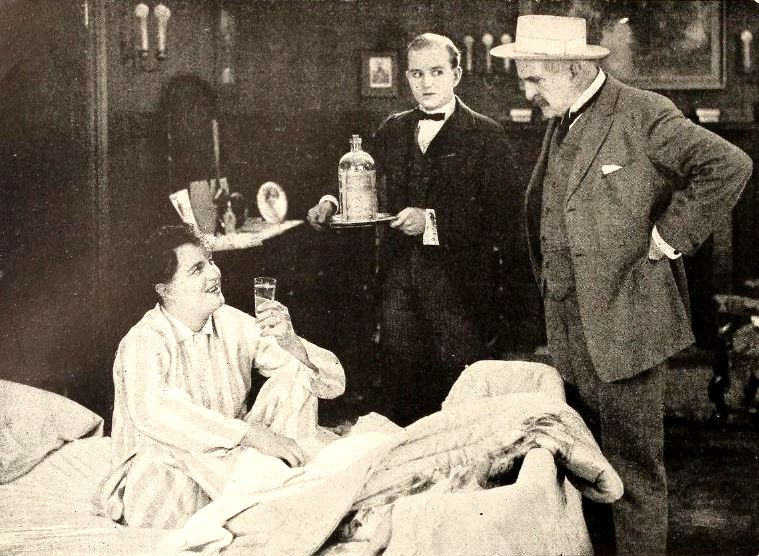
Bryant Washburn, Guy Oliver et Frank Currier dans une scène du film.

- Bryant Washburn : Rodney Martin
- Lois Wilson : Mary Grayson
- Frank Currier : Cyrus Martin
- Walter Hiers : Ambrose Peale
- Clarence Geldart : House Manager
- Julia Faye : Countess de Beaurien
- Guy Oliver : McChesney